# Synopeas melampus
Synopeas melampus är en stekelart som beskrevs av Förster 1861. Synopeas melampus ingår i släktet Synopeas och familjen gallmyggesteklar. Inga underarter finns listade i Catalogue of Life.